# Otgon
Otgon er en film instrueret af Frigge Volander Himmelstrup og Emil Aagaard.

## Handling
Ikke langt fra grønne sletter og åbne vider bor Otgon i Mongoliets hovedstad Ulaanbaatar. Hun er 13 år og går på en cirkusskole for at uddanne sig til slangemenneske. En disciplin hvor der kræves meget af hendes lille spinkle krop, der presses til det yderste både i forhold til smidighed, udholdenhed og balance. Men der er noget at kæmpe for. For som professionelt slangemenneske kan man både se frem til beundring, økonomisk stabilitet og muligheder for at vise sin kunst uden for Mongoliets grænser. Med en stor vilje og en indre styrke følger vi Otgon i et nært portræt og kommer helt tæt på den unge piges stræben for at nå sin drøm – at vise verden hvad hun kan.